# Flandria

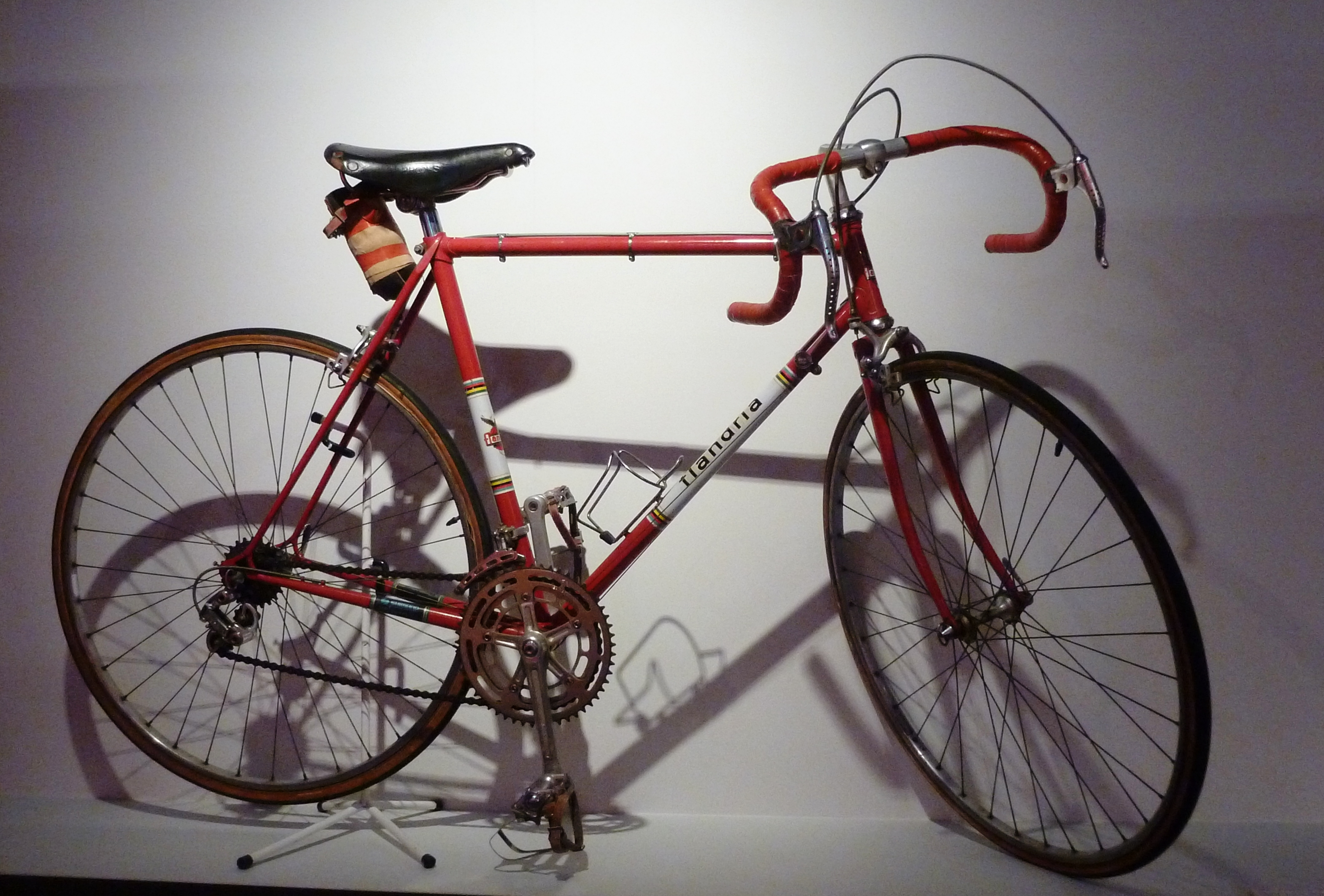
De fiets van Michel Pollentier (1973)

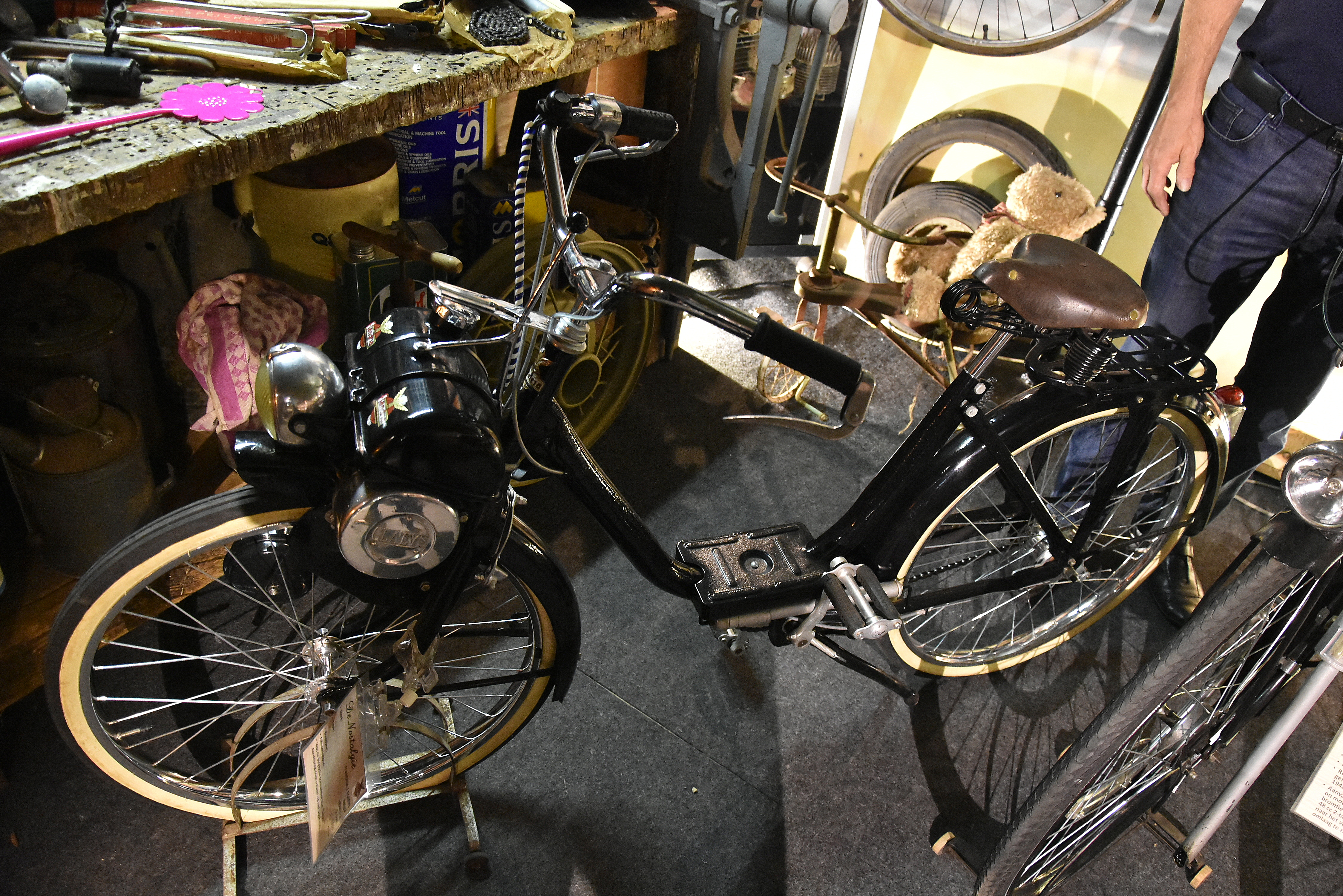
Flandria Vedette

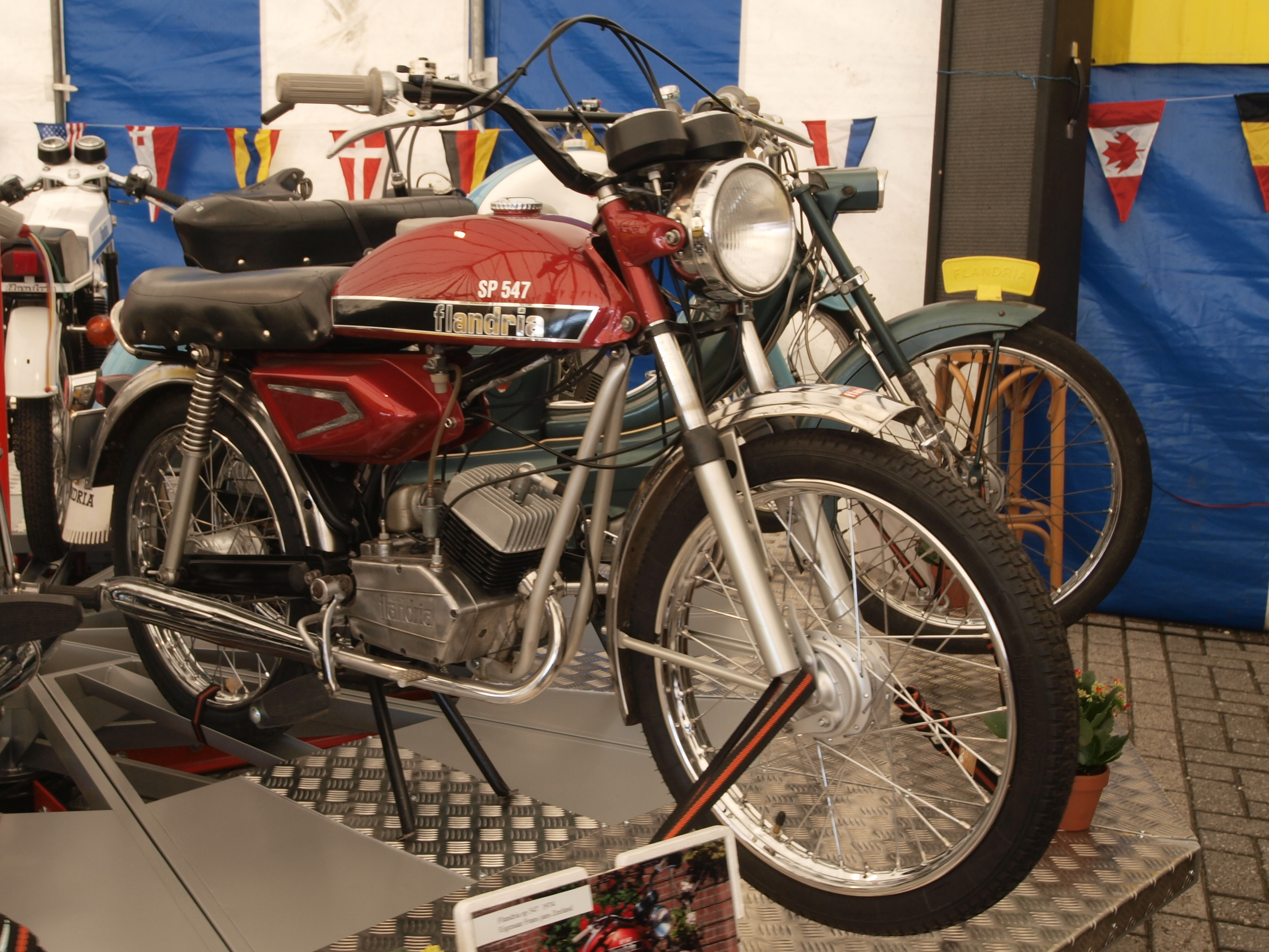
Flandria SP 547

Flandria is een historisch Belgisch fietsen-, brom- en motorfietsmerk. Het bedrijf A. Claeys-Flandria was gevestigd in Zedelgem en actief tot 1981.
In het Zedelgemse gehucht De Leeuw was de smidse in de 19e eeuw in handen gekomen van de familie Claeys. Het bedrijf groeide uit tot een onderneming met honderden werknemers. Aan het begin van de 20e eeuw richtte Leon Claeys een zelfstandig bedrijf op dat landbouwmachines ging maken en wereldwijd succes zou kennen. Het familiebedrijf verkocht in 1910 al 150 fietsen. Broers Alidor, Jerome, Remi en Aimé Claeys namen de voormalige smidse over, en vormden het bedrijf om tot een succesvolle fietsenfabriek. In 1927 werd de 250.000e fiets geproduceerd.
Aimé Claeys bouwde in 1933 zijn eerste vier prototypes voor een motorfiets: een 500 cc-model met een JAP-kopklepmotor. Het bleef echter bij deze prototypes, de motorfiets ging nooit in productie. Alidor trok zich in 1929 terug en begon een eigen ijzergieterij. Pas na de Tweede Wereldoorlog besloot men om bromfietsen te gaan produceren in een daartoe nieuw gebouwde fabriek in Zedelgem. In 1951 rolde de eerste Claeys-Flandria fiets met 40 cc Rex-motor van de band. Dit blokje werd in 1952 vervangen door een eigen 49 cc blokje. In 1953 kreeg het machientje al twee versnellingen en werd voorzien van een tankframe. In hetzelfde jaar ging men ook 125- en 175 cc motorfietsjes bouwen, waarin JLO-tweetaktmotoren zaten. In 1954 volgden een 175 cc scooter en een 250 cc-motorfiets, beiden met een JLO-blok. Intussen werden ook de bromfietsen verbeterd en gemoderniseerd. In 1955 presenteerde Flandria op het Salon van Brussel een prototype van een dwergauto. Het bleef bij dit ene prototype.
In 1956 gingen de broers uit elkaar. Jerome trok zich terug en de fabriek werd in twee bedrijven opgesplitst en verdeeld tussen Aimé en Remi. Aimé bleef Flandria-fietsen maken onder wat voortaan A. Claeys-Flandria heette. Remi kreeg het linkerdeel van de Zedelgemse fabriek en de Lichterveldse buizenfabriek. Hij gebruikte de naam Superia om eveneens bromfietsen te gaan produceren, maar dan met Sachs-motoren.
Doordat de verkoop van motorfietsen aan het einde van de jaren vijftig terug liep staakte Flandria de productie hiervan en concentreerde zich op de bromfietsproductie. Dit waren zowel zeer vlotte sportbromfietsen, gebruiksbromfietsen als damesmodellen.
Eind jaren 50 werd Flandria sponsor in het wielrennen en het bedrijf kwam onder impuls van Pol Claeys met een eigen Flandria-wielerploeg. De ploeg zou in de jaren 60 verschillende succesvolle renners hebben en meerdere grote wedstrijden winnen. Ook Superia sponsorde in die periode een wielerploeg.
Halverwege de jaren zeventig produceerde Flandria jaarlijks meer dan 100.000 bromfietsen, naast aluminiumproducten, grasmaaiers en verwarmingsapparatuur. In 1976 werd bij Flandria een prototype van de Gila-M enduromotor gebouwd, maar tot productie kwam het niet.
In 1981 eindigde de Flandria-bromfietsproductie. Behalve in Zedelgem en Zwevezele (België) had Flandria fabrieken in Nederland (Avaros), Frankrijk, Marokko en Portugal. Flandria-blokken werden in licentie gebouwd in Figueres (Spanje). In vrijwel al die landen werden aparte modellen gebouwd. Het Franse model Sportif werd alleen in Waasten gebouwd. Ook werden in Frankrijk kleinere wielmaten gebruikt.